# Dolus-le-Sec
Dolus-le-Sec là một xã thuộc tỉnh Indre-et-Loire trong vùng Centre-Val de Loire ở miền trung nước Pháp. Theo điều tra dân số năm 2006 của INSEE có dân số 625 người. Xã nằm ở khu vực có độ cao từ 89-127 mét trên mực nước biển.